# Аслъ Ердоган
Аслъ Ердоган (на турски: Aslı Erdoğan; р. 8 март 1967 г.) е турска физичка, писателка, правозащитница, колумнистка.

## Биография
Родена е в Истанбул. През 1983 г. завършва средното американско училище Роберт колеж, а през 1988 г. – Факултета по компютърно инженертво в престижния Босфорски университет, пак в Истанбул. От 1991 до 1993 г. работи в Европейската организация за ядрени изследвания (CERN) край Женева, като за резултатите от нейната работа на Ердоган е присвоена магистърска степен по естествени науки от Босфорския университет. Тя започва изследвания в Рио де Жанейро в подготовка за степен доктор по физика.
През 1996 г. се завръща в Турция и се отдава изцяло на писателска дейност. Нейното първо произведение „Последната прощална бележка“ през 1990 година заема 3-то място в писателския конкурс на Юнус Нади. Първият ѝ роман Kabuk Adam е публикуван през 1994 г., а след него през 1996 г. следва сборникът с взаимосвързани разкази „Чудодеен мандарин“ (Mucizevi Mandarin). През 1997 г. нейният разказ „Дървени птици“ побеждава в конкурс на радио „Дойче веле“, а вторият ѝ роман Kırmızı Pelerinli Kent, преведен на английски език, получава широко признание в чужбина.
От 1998 до 2000 г. Ердоган е турският представител на ПЕН клуб комитета на писателите в затворите. От 1998 г. води колона във вестник Radikal. Статиите от колоната са публикувани в сборника „Когато завърши пътуването“ (Bir Yolculuk Ne Zaman Biter).
От 2011 година води рубрика в прокюрдския ежедневник Özgür Gündem, в която пише за насилието над жените, условията на лишените от свобода и правата на кюрдите.
Тя е писател-резидент на International Cities of Refuge Network (ICORN) – организация за подслон на писатели в риск от преследване, в Краков през 2016 г. След завръщането си в Турция отново пише за Özgür Gündem.
След опита за преврат през 2016 г. изданието Özgür Gündem е обвинено във връзки с движението на Гюлен и през август същата година е закрито. След това са арестувани 20 служители на изданието, повечето от тях скоро са освободени, но 4 души, включително Аслъ Ердоган, са оставени в затвора. Те са обвинени в членуване в Работническата партия на Кюрдистан, която е призната в Турция за терористична организация.
В интервю за изданието „Джумхуриет“ (Cumhuriyet) Аслъ Ердоган, болна от диабет, астма и хронична обструктивна белодробна болест на белите дробове, заявява, че в затвора не получава необходимите лекарства. След това PEN-клубът изисква от властите в Турция да осигурят необходимите медицински услуги.
На 17 ноември 2016 г. става известно, че редица писатели от Франция са подписали жалба с искане френските власти да помогнат за освобождаването на Аслъ Ердоган и Неджмие Алпай. Анес Дезарт изпраща обръщението до президента на Франция Франсоа Оланд.
На 30 декември 2016 г. Аслъ Ердоган е призната за невинна и освободена от затвора заедно с други 2 бивши служители на Özgür Gündem – Неджмие Алпай и Зана Кай.
Много произведения на Ердоган са преведени на френски език. Нейни творби са преведени на иврит, датски, български, чешки, немски, шведски, нидерландски и арменски език.